# 13. November: Angriff auf Paris
13. November: Angriff auf Paris ist ein dreiteiliger Dokumentarfilm von Gédéon Naudet und Jules Naudet über die Terroranschläge am 13. November 2015 in Paris. Produziert und veröffentlicht wurde die Serie von Netflix.

## Handlung
Die Serie handelt von den koordinierten, islamistisch motivierten Attentaten an fünf verschiedenen Orten im 10. und 11. Pariser Arrondissement sowie an drei Orten in der Vorstadt Saint-Denis am Abend des 13. November 2015.

## Entstehung
Für den Film führten die Naudet-Brüder über einen Zeitraum von acht Monaten 40 Interviews mit Überlebenden des Anschlags, Polizisten und Rettungskräften sowie dem früheren französischen Präsidenten Francois Hollande. Bei ihrem Vorhaben, das Vertrauen ihrer Interview-Partner zu gewinnen, half den Naudets ihre Erfahrung, als sie Feuerwehrleute begleiteten, die bei den Terroranschlägen vom 11. September 2001 während der Evakuierung der WTC-Türme im Einsatz waren.

## Rezeption
Oliver Kaever urteilte bei Spiegel online zwiegespalten: „Atemlos spannend zeichnet der Doku-Dreiteiler […] das Massaker […] nach - genau das ist sein Problem. Das Grauen gerät zur effektiven Unterhaltungsware.“
Carolin Ströbele hingegen äußerte sich bei Zeit online überaus zufrieden. Es handele sich um eine „außergewöhnlich sensible Aufarbeitung eines nationalen Traumas“ und die Art, „wie sich die Zeitzeugen hier öffnen und dabei sehr respektvoll behandelt werden,“ sei „bemerkenswert“.